# غونار يونسن
غونار يونسن (بالنرويجية البوكمول: Gunnar Johnsen)‏ هو صحفي ومحرر وسياسي نرويجي، ولد في 28 مايو 1924 في أوسلو في النرويج، وتوفي في 10 فبراير 2001. حزبياً، نشط في حزب المحافظين. وقد انتخب عضو برلمان النرويج ‏.